# Glenn Danzig
Glenn Allen Anzalone (Lodi, Nueva Jersey, 23 de junio de 1955), de nombre artístico Glenn Danzig, es un músico estadounidense. Es cantante, compositor y escritor. 
Fundador de las bandas The Misfits, Samhain y Danzig, está considerado como uno de los creadores del género horror punk. Es dueño de la discográfica Evilive Records y de Verotik, una compañía de cómics para adultos. 
Su carrera musical comenzó a mediados de la década de 1970 y abarca géneros como el punk rock, heavy metal, metal industrial, blues y música clásica. Ha escrito canciones para músicos como Johnny Cash y Roy Orbison.
Como cantante, Danzig es conocido por su extensión vocal de barítono y su peculiar estilo, que guarda ciertas similitudes con los de Elvis Presley, Jim Morrison y Howlin' Wolf. Danzig ha citado a Bill Medley como una de sus influencias vocales.
Como escritor, es conocida su fascinación por el horror, la sangre, el ocultismo y el erotismo.

## Biografía

### Primeros años
Glenn Allen Anzalone nació el 23 de junio de 1955 en una familia protestante de Lodi, en el estado de Nueva Jersey. Tiene antepasados de origen italiano, alemán y escocés. Tiene dos hermanos mayores y uno menor. Su padre era un estricto veterano de la Segunda Guerra Mundial y de la Guerra de Corea (perteneció al Cuerpo de Marines), que trabajaba como reparador de televisores. 
Danzig empezó a escuchar música pesada a temprana edad y ha mencionado a Black Sabbath y The Doors como sus primeras influencias musicales.
Danzig comenzó a experimentar con el alcohol y las drogas a temprana edad, llevándolo a peleas frecuentes y problemas con la ley. Dejó las drogas a los quince años de edad.
Se convirtió en un ávido coleccionista de cómics (especialmente los cómics de la edad de oro), raros juguetes japoneses, libros de ocultismo, artículos relacionados con el horror, pósteres de películas de terror, vídeos de animación japonesa y cráneos de animales muertos.
Danzig trabajaba en una tienda de cómics en la cercana ciudad de Nueva York en la época en que comenzó a escribir música. Se graduó en Lodi High School en 1973 y aspiraba a convertirse en un escritor de cómics o fotógrafo. Asistió a la escuela de arte y a la escuela de fotografía más tarde, en el Instituto de Fotografía de Nueva York. Danzig eventualmente inició una empresa de cómics para adultos, Verotik, en la década de 1990.

## Carrera musical

### The Misfits y Samhain (1977-1987)
Se inició en el negocio de la música a la edad de once años, primero como roadie de batería y luego como bajista en bandas de garaje locales. Nunca había tomado clases de canto, pero la primera vez que realizó una audición para el papel de vocalista, su habilidad vocal le ganó la atención en la escena local. A lo largo de sus años de adolescente cantó para varias bandas locales, interpretando canciones originales y de Black Sabbath.
A mediados de la década de 1970, Danzig fundó The Misfits. El nombre del grupo proviene de una película de Marilyn Monroe. The Misfits combinó la voz armónica de Danzig con imágenes y letras de horror. El sonido de The Misfits fue más rápido y pesado que las bandas punk de la época, derivado del mismo estilo de The Ramones, con influencias del rockabilly. En 1983, después de lanzar varios singles, tres álbumes y ganar popularidad en el ambiente underground, The Misfits se disolvió debido a la creciente animosidad entre los miembros de la banda y la insatisfacción de Danzig con las habilidades musicales de sus compañeros. En 1983, luego de la separación de The Misfits, formó Samhain junto al fotógrafo de su antigua banda, Eerie Von, y el baterista de Mourning Noise, Steve Zing. Glenn fue el cantante y compositor de Samhain y también contribuyó habitualmente tocando la guitarra, el bajo, el teclado, el piano e, incluso, la batería al grabar los álbumes de estudio. En 1987, Glenn cambió el nombre de la banda a Danzig.

### Danzig (1987-1992)
En 1988, la banda recién formada Danzig lanzó su álbum debut homónimo. El sonido muestra una progresión del sonido gótico-deathrock de Samhain, a un ritmo más lento, más pesado, con más influencias del blues y el heavy metal. Canciones destacadas incluyen "Twist of Cain", "Am I Demon", "Mother", y "She Rides". Canciones como "End of Time" y "Soul on Fire" muestran la destreza de Danzig con vocalizaciones melódicas más suaves. El líder de la popular banda Metallica, James Hetfield, quien ha manifestado ser fanático de Danzig como solista, de Samhain y de The Misfits, contribuyó con los coros de las canciones "Twist of Cain" y "Possession".
En 1990, su siguiente álbum fue Danzig II: Lucifuge, que marcó un cambio inmediato en la dirección musical. Con una fuerte influencia de blues, ha sido a menudo mencionado como el álbum de Danzig más popular entre los fanes. Canciones destacadas incluyen "Long Way Back From Hell", "777", la hard-rocker "Girl" y "Under Her Black Wings", así como las decadentes y notablemente inspiradas en el estilo de Elvis Presley: "I'm The One" y "Blood and Tears". Otro de los proyectos en 1990 fue el último disco de Samhain Final Descent. Danzig también produjo el álbum debut de la banda Kinghorse.
El 31 de octubre de 1991, Danzig y su banda se presentaron en un set acústico en el club "Bordello", propiedad de Riki Rachtman de Headbangers Ball. La banda interpretó originales y versiones de canciones de artistas de blues como Muddy Waters y Willie Dixon.
En 1992, Danzig, una vez más cambió de dirección musical, lanzando el oscuro Danzig III: How the Gods Kill. Un álbum considerado más "pesado" que los anteriores, con riffs de guitarra más dominantes, dejando atrás las influencias rock and roll y blues de Glenn.
También en 1992, Glenn intentó incursionar en la composición de música clásica con Black Aria. El álbum debutó en el número 1 en las listas de Billboard de Música Clásica.
En 1993-1994, Danzig ganó popularidad fuera del "underground" cuando lanzó el vídeo en vivo de "Mother '93", que se convirtió en un éxito en MTV, esto seis años después de la canción originalmente fue grabada.
En 1994, con el lanzamiento de Danzig 4 la banda siguió con el sonido más oscuro y experimental, aunque mantuvo un sonido pesado en algunas canciones. El álbum también vio un mayor desarrollo en su estilo y extensión vocal; más notable en canciones como "Let It Be Captured" y en "Going Down to Die".

#### Nueva formación (1996-2010)

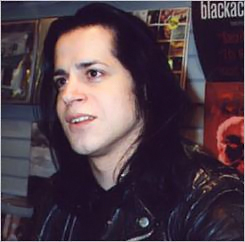
Glenn Danzig en 1996

En 1996, la banda pasó por un cambio radical. La formación original se había derrumbado, al igual que la relación de Glenn Danzig con su sello discográfico, American Recordings, con la participación como productor del propietario del sello Rick Rubin disminuyendo en cada álbum. Danzig llegó a firmar un acuerdo con Hollywood Records, que llevó a varios grupos religiosos a boicotear a su empresa matriz Disney por la firma de una controvertida banda de "satánicos". Danzig alistó nuevos compañeros de banda y grabó Blackacidevil. Una vez más, exploró una nueva dirección musical, esta vez la infusión de heavy metal con rock industrial y un enfoque más global a la producción digital.
En 1999, durante la gira por Estados Unidos para del álbum 6:66 Satan's Child, Danzig se uniría a Samhain junto con Steve Zing y London May. El guitarrista Todd Youth fue invitado por Glenn Danzig para llenar la posición de la guitarra para la gira de reunión de Samhain, en sustitución de guitarrista original Samhain, Pete "Damien" Marshall, que había optado por ir de gira con Iggy Pop. Eerie Von no fue invitado a unirse a Samhain, debido a problemas personales dentro de la banda. Ambos Zing y May se encargaron de tocar el bajo, mientras cambiaban de la batería al bajo durante el "Blood Show".
Los tres álbumes posteriores, 6:66 Satan's Child (1999), I Luciferi (2002) y Circle of Snakes (2004), en cuanto a la música y a las letras, evolucionaron hacia un sonido más despojado, más pesado, dirigido hacia el goth metal. La alineación de Danzig cambió con cada álbum, mientras que la voz de Glenn comenzó a mostrar deterioro después de años de gira.
Aunque la banda nunca alcanzó la popularidad generalizada que gozaron al lanzar el sencillo "Mother '93", la banda mantuvo un seguimiento de fanes de culto por todo el mundo.
En 2003, Danzig fundó la gira "Blackest of the Black" para proporcionar una plataforma para las bandas oscuras y extremas de su elección y de la fanaticada del metal. Grupos destacados de la gira han incluido Dimmu Borgir, Superjoint Ritual, Nile, Opeth, Lacuna Coil, Behemoth, Mortiis y Marduk.
El 17 de octubre de 2006, lanzó su segundo álbum solista Black Aria II (siguiendo su primer material de música clásica Black Aria).
En 2008, Danzig realizó el primer dueto de su carrera con Melissa Auf der Maur. La canción, titulada "Father's Grave", aparece en el álbum de Auf der Maur Out of Our Minds. Auf der Maur se ha expresado positivamente de la experiencia de trabajar con Danzig.

#### Deth Red Sabaoth,  Skeletons(2010-presente)

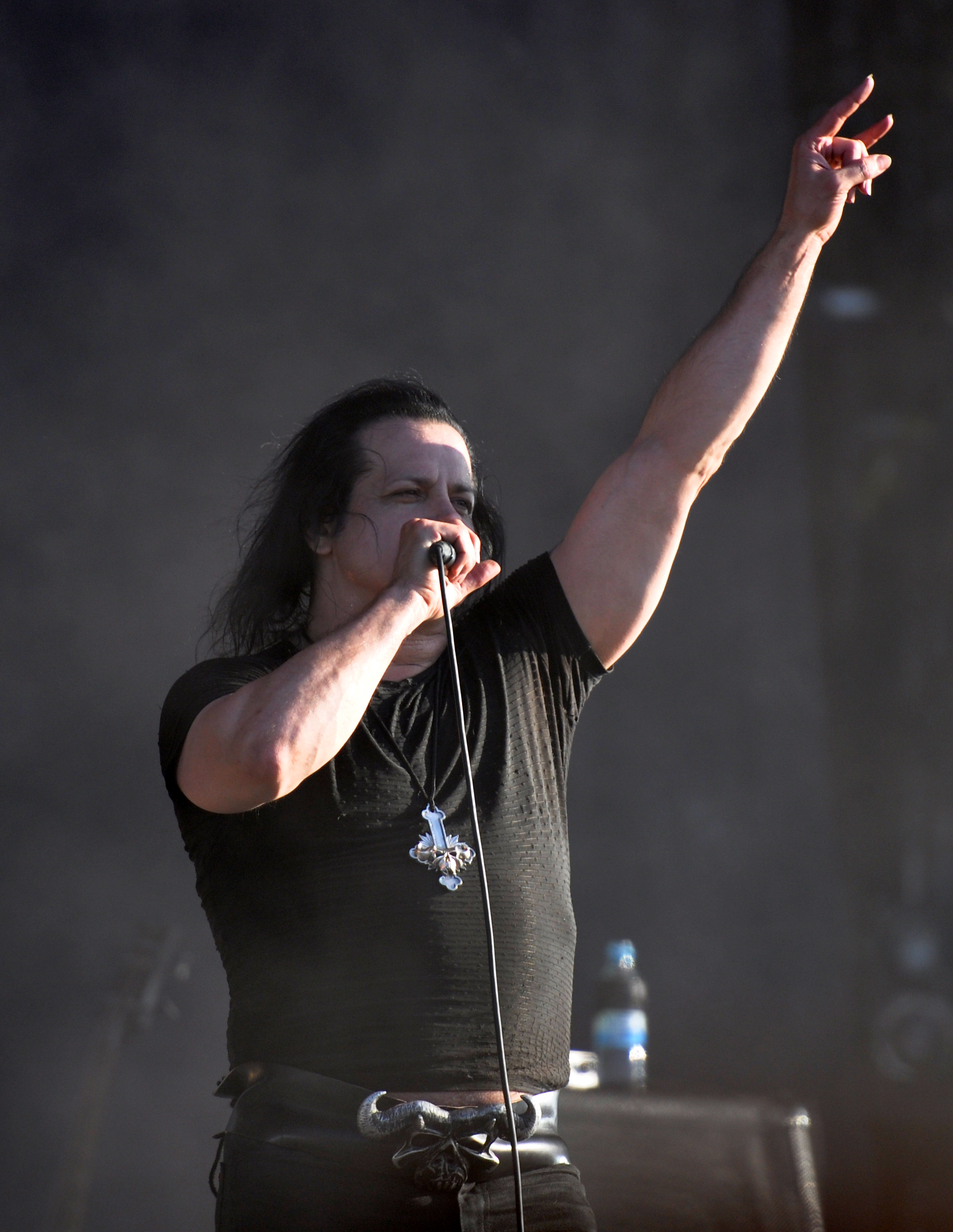
Glenn Danzig en 2013

Su noveno álbum Deth Red Sabaoth fue lanzado el 22 de junio de 2010. En julio de 2010 en una entrevista con Metal Injection, se le preguntó si haría otro álbum de Danzig después del Deth Red Sabaoth. Su respuesta fue: “No lo sé, veremos. Como está la venta de discos hoy en día...No haré un estúpido disco de pro-tool en la recámara de alguien donde todos los ritmos de batería son robados a alguien y pegados...Y no voy a hacer eso, si no puedo hacer un disco como yo quiero, y si no es financieramente conveniente, simplemente no lo voy a hacer.”
Durante el último cuarto del 2011, Danzig ofreció una serie de conciertos llamados el "Danzig Legacy" tour. Consistía en un set de Danzig, seguido de un set de Samhain, cerrando con Danzig y Doyle tocando canciones de los Misfits.
Durante la tercera fecha del trigésimo aniversario de Metallica en el Fillmore Theater de San Francisco; Danzig subió al escenario para cantar junto a Metallica "Die, Die My Darling", "Last Caress" y "Green Hell".
Danzig ha dicho que prefiere evitar una larga y extenuante gira a futuro, prefiriendo enfocarse a sus proyectos de música, cine, y cómics: “Realmente no quiero salir de gira. Mi razón para no hacerlo es porque estoy aburrido de ello. Me gusta estar en el escenario, pero no me gusta estar todo el día sin hacer nada. Podría estar en casa, trabajando.” Danzig ha comenzado a trabajar en un tercer Black Aria y espera grabar un disco de blues oscuro con Jerry Cantrell y Hank III. En 2015 lanzó el álbum de versiones Skeletons.

## Cine y TV
Danzig tuvo un pequeño papel interpretando a un ángel caído en la película La Profecía II, protagonizada por Christopher Walken. Fue invitado a una audición para el papel de Wolverine en X-Men puesto que su complexión física asemeja a la forma en que el personaje fue retratado en el cómic original. Sin embargo, Danzig declinó debido a otros compromisos previos. Danzig apareció como invitado en un episodio de Aqua Teen Hunger Force titulado "Cybernetic Ghost of Christmas Past from the Future".
En marzo de 2013, se anunció que Danzig aparecerá en la cinta biográfica de Vanessa del Río, dirigida por Thomas Mignone.

## Vida personal
Glenn Danzig se considera como un personaje hermético en el mundo del espectáculo. Ha mantenido su vida personal en privado, por lo que no se le conocen públicamente parejas sentimentales o si tiene hijos.
En enero de 1992, Danzig se convirtió en un estudiante de Jerry Poteet, un maestro de Jeet Kune Do. Danzig desde entonces se ha ganado un título de enseñanza en la disciplina. También ha estudiado muay thai. Tiene varios tatuajes distintivos, todos por el artista del tatuaje Rick Spellman, que incluyen obras de arte basadas en su música.
Danzig posee una colección de libros sobre temas como el ocultismo, la historia religiosa, casos de asesinatos reales y el Nuevo Orden Mundial. Es fan de las películas de terror y la animación japonesa, y ha expresado su admiración por la obra del cineasta David Cronenberg y la musicalización del compositor Jerry Goldsmith. Es fanático de los compositores  Richard Wagner, Serguéi Prokófiev, Camille Saint-Saëns y Carl Orff. A pesar de que Danzig es frecuentemente descrito como un satanista por los principales medios de comunicación, ha negado esto en varias entrevistas, declarando que abraza tanto "su luz como su lado oscuro". Sin embargo, Danzig ha expresado su aprobación de determinados aspectos relacionados con las ideologías satánicas, como la búsqueda del conocimiento y la libertad individual.

## Discografía
| Álbumes de estudio - 1982: Walk Among Us - 1983: Earth A.D./Wolfs Blood - 1997: Static Age Álbumes de estudio - 1984: Initium - 1986: November-Coming-Fire - 1990: Final Descent | Álbumes de estudio - 1988: Danzig - 1990: Danzig II: Lucifuge - 1992: Danzig III: How the Gods Kill - 1994: Danzig 4 - 1996: Danzig 5: Blackacidevil - 1999: Danzig 6:66: Satan's Child - 2002: Danzig 777: I Luciferi - 2004: Circle of Snakes - 2010: Deth Red Sabaoth - 2015: Skeletons - 2020: Sings Elvis |